# Numididae
I Numididi (Numididae De Sélys Longchamps, 1842) sono una famiglia di uccelli dell'ordine Galliformes che comprende 4 generi e 6 specie, diffuse principalmente nell'Africa sub-sahariana.
La faraona comune (Numida meleagris) è tra le specie più note di questa famiglia.

## Tassonomia
- Genere Acryllium
  - Acryllium vulturinum (Hardwicke, 1834) - faraona vulturina
- Genere Agelastes
  - Agelastes meleagrides Bonaparte, 1850 - faraona pettobianco
  - Agelastes niger (Cassin, 1857) - faraona nera
- Genere Guttera
  - Guttera plumifera (Cassin, 1857) - faraona piumata
  - Guttera verreauxi (Eliot, 1870) - faraona crestata occidentale
  - Guttera pucherani (Hartlaub, 1861) - faraona dal ciuffo
  - Guttera edouardi (Hartlaub, 1867) - faraona crestata meridionale
- Genere Numida
  - Numida meleagris (Linnaeus, 1758) - faraona comune